# Gare de Karasuma
La gare de Karasuma (烏丸駅, Karasuma-eki) est une gare ferroviaire située à Kyoto au Japon. Elle est exploitée par la compagnie Hankyu.

## Situation ferroviaire
La gare de Karasuma est située au point kilométrique (PK) 44,4 de la ligne Kyoto.

## Histoire
La gare est inaugurée le 17 juin 1963.

## Service des voyageurs

### Accueil
La gare, située en souterrain, est ouverte tous les jours.

### Desserte
- Ligne Kyoto :
  - voie 1 : direction Kyoto-Kawaramachi
  - voie 2 : direction Osaka-Umeda

### Intermodalité
La station Shijō du métro de Kyoto est reliée à la gare par un couloir de correspondance.